# نقطویه
نقطویه یا نقطویان جنبشی مذهبی بود که حوالی سال ۸۰۰ ه‍. ق، در زمان سلطنت تیمور، به‌دست محمود پسیخانی بنیان گذاشته شد. محمود، نخست از پیروان سید فضل‌الله نعیمی استرآبادی، پیشوای حروفیه بود، اما سید فضل‌الله او را به دلیل خودپسندی و نافرمانیاش طرد کرد و به محمود مطرود یا مردود مشهور شد.
از نظر نقطویان، در میان چهار عنصر، خاک مهم‌ترین بود و منشأ انسان محسوب می‌شد. به عقیدهٔ نقطویان، پیشرفت بشر از یک نقطه به نقطهٔ دیگر در
چرخه‌های هزار سالهٔ متوالی اتفاق می‌افتاد—فرآیندی که با سلسلهٔ پیامبران ابراهیمی آغاز شده بود. آن‌ها عقیده داشتند دین اسلام طبق پیش‌بینی محمود پسیخانی در انتهای هزارهٔ اسلامی منسوخ و یک چرخهٔ جدید ایرانی آغاز می‌شود.
خانگاه‌های نقطویان در ایران صفوی به‌جای شریعت اسلام، بیشتر به خوش‌گذرانی و مباحث متفکرانه می‌پرداختند. در دورهٔ سلطنت شاه تهماسب یکم، نقطویان تحت تعقیب بودند. اما شاه عباس بزرگ با لباس مبدّل در خانگاه آن‌ها در قزوین رفت و آمد داشت. درویش خانگاه، عباس را با عقاید نقطویان آشنا کرد و دربارهٔ تحولات قریب‌الوقوع آغاز هزارهٔ جدید اسلامی نیز به او هشدار داده بود. دل‌نگرانی شاه عباس باعث شد تا به توصیهٔ منجمش و به بهانهٔ طالعی شوم، در مارس ۱۵۹۲ (معادل سال
۱۰۰۰ هجری) به‌طور موقت از سلطنت کناره‌گیری کند و یک درویش نقطوی را بر تخت پادشاهی بنشاند. با گذشت چند روز که خبری از طالع شوم نشد، شاه عباس دستور اعدام درویش را صادر کرد. به دستور شاه عباس، شبکهٔ شهری و روستایی نقطویان نابود و رهبران و متفکران این جنبش به اتهام کفر و خیانت کشته شدند. در دهه‌های بعد، هواداران جنبش نقطویه به امپراتوری گورکانی پناهنده شدند.

## نظریه
حروفیه با استفاده از علم حروف، تمام امور و احکام دینی را به ۲۸ حرف عربی و ۳۲ حرف فارسی ارجاع داده و معتقد بودند که چون خدا محسوس نیست و جز از راه کلمه و لفظ قابل شناختن نیست، پس پایه شناخت خدا لفظ و کلمه است. سخن، مرکب از حروف است و بنابراین اصل و لُب سخن و صدا حرف است.

نقطویه ادامه جریان کاستن و مفهومی کردنی بود که حروفیه آغاز کرد به گونه‌ای که همه چیز در نقطه خلاصه گردد. برخی وجه تسمیه اسم نقطویه این می‌دانند که به ایشان نقطوی و اهل نقطه گفته‌اند، چرا که محمود، آفرینش و پیدایش همه چیز را از خاک می‌دانست و آن را نقطه می‌خواند:
شخص واحد، نقطه می‌گوید و خاک را می‌خواهد و عناصر دیگر به زعم او از خاک موجودند، و مبدأ اول نقطه خاک را شمرده. هر کسی چون از نشأت مردمی به نشأت حیوانی، و از جانوری به نباتی نزول کند، و از نباتی به جمادی گراید به همچنین برعکس.
اما مبنای آنها بر احترام به نقطه از این جهت بود که به تصور آنها، در تجزیه نهایی، همه چیز به نقطه، در واقع جزء لایتجزی (جزء جدانشدنی) ختم می‌شود. این اعتقاد به نقطه، که جزء لایتجزی محسوب شده -و اصل اعتقاد دموکریتوس یونانی است- منبع همان فلسفه‌ای شده که بعدها به فلسفه مادی و دهری و ماتریالیسم دیالکتیک شهرت یافته و یک قرن تمام (قرن بیستم) نصف دنیا را متزلزل ساخته بود.
نویسنده تاریخ عالم آرای عباسی نوشته است، آن‌ها عالم را قدیم می‌دانستند؛ اعتقاد به حشر و قیامت نداشتند و دربارهٔ خواص نقطه عقاید مخصوص اظهار می‌کرده‌اند و به تناسخ نیز معتقد بوده‌اند.
از اشعاری که به این فرقه منتسب است، شعری در اعلان پایان زمانهٔ اسلام و آغاز دوران نقطویه است:
| از محمد گریز در محمود |  | کاندران کاست، و اندرین افزود |

دربارهٔ محمود پسیخانی آرا و عقاید متضادی به چشم می‌خورد اما در مؤلف و آگاه بودن وی شکی نیست، گویا بیش از ده‌ها کتاب نوشته بوده است. نسخهٔ اصلی کتاب المیزان وی هنوز در یکی از کتابخانه‌های تهران موجود است.
محمود پسیخانی گویا سرانجام با افکنده شدن در تیزاب کُشته می‌شود، در عمدی بودن این حادثه یا امکان تکفیر وی اطلاعاتی جسته و گریخته در برخی نوشته‌های تاریخی موجود است.
نقطویه بر این باور بود که ظهور محمود نشانگر آغاز یک دوره ۸۰۰۰ ساله استعجام (عجم یا ایرانی شدن) است که در آن گیلان و مازندران جای مکه و مدینه به عنوان قبله را می‌گیرند. این آموزه ممکن است به تسهیل همزیستی نقطویان و اسماعیلیان که در مقاطع معینی در جریان تکامل پرپیچ و خم خود دیدگاه‌های مشابهی در خصوص تاریخ دارند کمک کرده باشد.